# ماسينيسا
ماسينيسا أو ماسينا (باللغة النوميدية: ⵎⴵⵏⴵⵏ ، بالأمازيغية: ⵎⴰⵙⵏⵙⵏ تنطق: ماسنسن) (238 ق.م - 148 ق.م) من ملوك نوميديا، خلال فترة شبابه وقبل أن يصبح ملكًا قاتل في الحرب البونيقية الثانية (218–201 ق.م) أولاً ضد الرومان حليفًا لقرطاج قبل أن يتحول إلى حليف للرومان في 206 قبل الميلاد.
سُردت قصة ماسينيسا في كتاب التاريخ منذ تأسيس مدينة لتيتوس ليفيوس (المكتوب في 27-25 ق.م) ووردت كذلك في كتاب أحلام شيشرون.
بعد هزيمة القرطاجيين في الجزيرة الإيبيرية استولوا على مملكة الماسيل و تحالفوا مع سيفاكس. فغضب ماسينيسا ورجع الى وطنه راغبا في استرجاع مملكة ابيه وبدأ يشن حرب عصابات على قرطاج وقد حقق انتصارات كثيرة فالتحق به العديد من المقاتلين حتى وهو جيش قوي ومع ذللك لم يكن قادرا على استرجاع مملكة الماسيل بسبب تحالف قرطاج مع سيفاكس الذي كان عنده جيش قوي وكبير فقرر ماسينيسا التحالف مع الروم و وعدوه بمساعدته و كان ذلك في مصلحتهم أيضا بما انهم يريدون الاطاحة بقرطاج فشارك القائد الروماني سكيبيو الإفريقي و قاتل إلى جانبه في معركة زامة (202 ق.م) اين هزمت قرطاج و حليفها سيفاكس، و تمكن اخيرا ماسينيسا من استعادة مملكته و بدعم من الرومان قام بتوحيد القبائل النوميدية الشرقية والغربية ليأسس مملكة نوميديا، ودخل تحت سلطته قبيلته ماسيلي، وقبيلة الماسيسيلي، التي كانت تتبع سابقا لصيفاكس. وتزعم قبائل البربر، خلفًا لوالده غايا.
عرف ماسينيسا كزوج صفنبعل السيدة النبيلة القرطاجية التي سمح لها بتسميم نفسها، لكي لا يطاف بها في روما بعد فوزها على قرطاجة.
كان حليفًا قويًا لروما، حكم نوميديا لمدة 54 عامًا تقريبًا حتى وفاته في عمر التسعين عامًا تقريبًا، أنجب 44 من الأبناء وقاد القوات حتى وفاته.

## قبل تولي العرش
هو «ماسينيسا» بن غايا بن زيلالسان بن أيليماس بن نيبتاسن بن أيليماس بن إيلاس بن زلالسن.

## توليه العرش
يلقب بملك الماسيل، ولد حوالي سنة 238 قبل الميلاد، وهو ابن گايا أو غايا بن زيلالسان بن أيليماس. وهو من مواليد مدينة سيرتا (قسنطينة حاليا) التي حولها من بعد حكمه لها إلى سيرتا فاتخذها عاصمة لحكمه. وقد تولى «ماسينيسا» حكم مملكة نوميديا بعد أن انتصر على الملك صيفاقس الماسايسولي حليف قرطاج،:144:37 وقام بأسره حتى يحصل على دعائم ملكه. ومن المعروف أن «ماسينيسا» كان يمتلك خبرة في تسيير الحروب والتخطيط لها. كان قد جعل من بلاد البربر المقسمة دولة كبيرة مزودة بالجيش النوميدي قوي كما شجع الزراعة. جعل من سيرتا عاصمة له وتوفي «ماسينيسا» في حوالي 148 قبل الميلاد بعد أن بقي في عرشه مدة طويلة ما يقرب من ستين سنة من حوالي 202 إلى 148 ق.م. ويوجد قبره إلى حد الآن في مدينة الخروب في ضواحي قسنطينة التي كانت تسمى سيرتا قديما.

## تطور حروب ماسينيسا

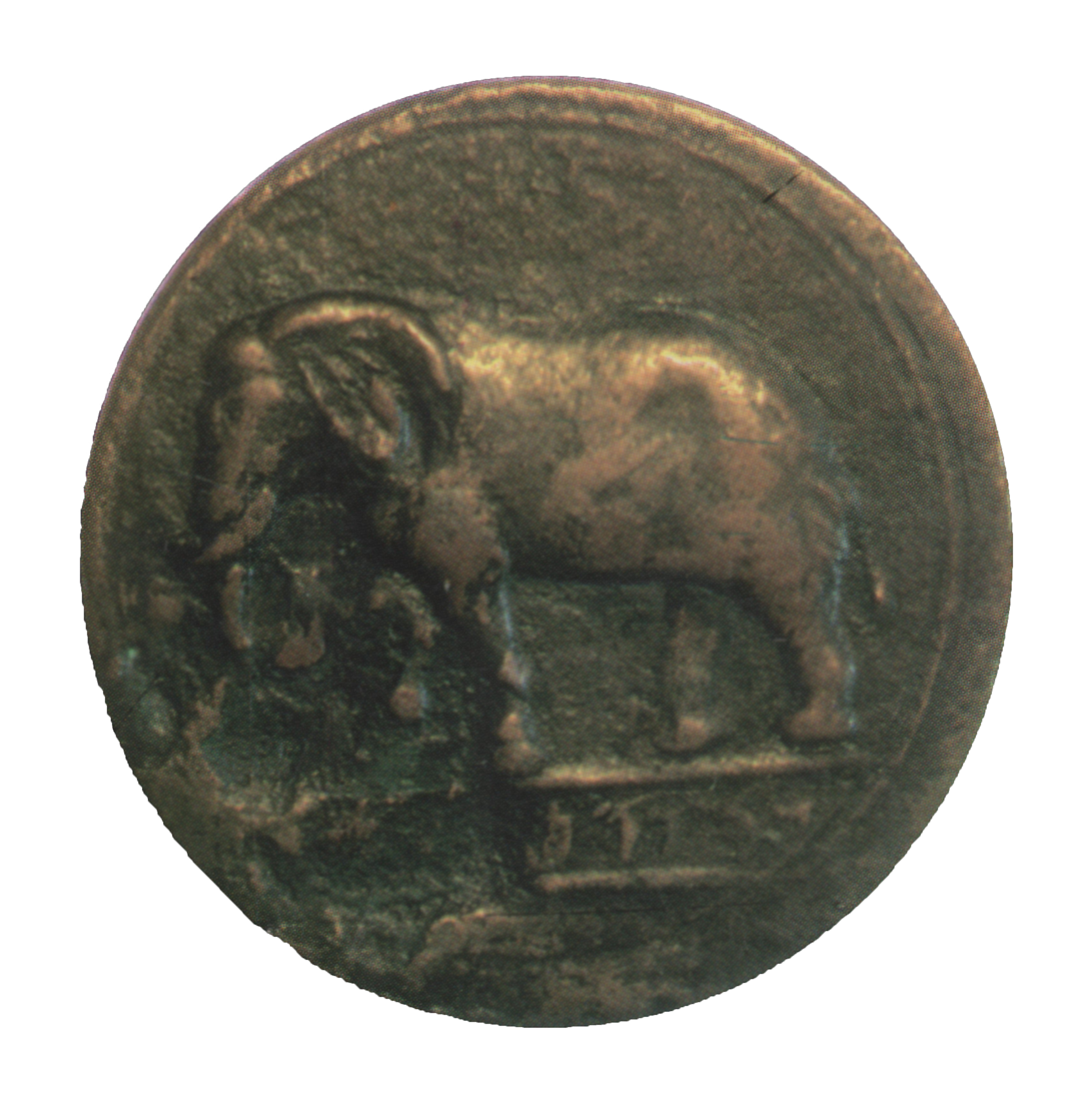
ظهر القطعة النقدية البرونزية الفريدة للملك ماسينيسا: فيل يمشي إلى اليسار تحته إطار به اسم الملك ماسينيسا بالحروف البونية م س ن س ن

شكل الملك «ماسينيسا» الجيش النوميدي قويا بعد أن وحد كل قبائل شمال أفريقيا الموجودة في القسم الأوسط ضمن مملكة نوميدية موحدة وهي مملكة نوميديا. ويعرف على سياسة ماسينيسا أنها تعتمد في جوهرها على الحنكة والتجربة والمراوغة والخبرة في التعامل الدبلوماسي مع الدول القوية كما يظهر ذلك واضحا في مهادنتها للرومان، ولاسيما في مواجهتها للقرطاجيين. وكان ماسينيسا يعترف بأحقية النوميديين في أملاك القرطاجيين حسب ما أورده المؤرخ تيتوس ليفيوس: «إن القرطاجيين أجانب في بلادنا، فقد استولوا غصبا على أملاك أجدادنا، ولذلك يجب أن نسترد منهم بجميع الوسائل ماانتزعوه منا بالقوة».

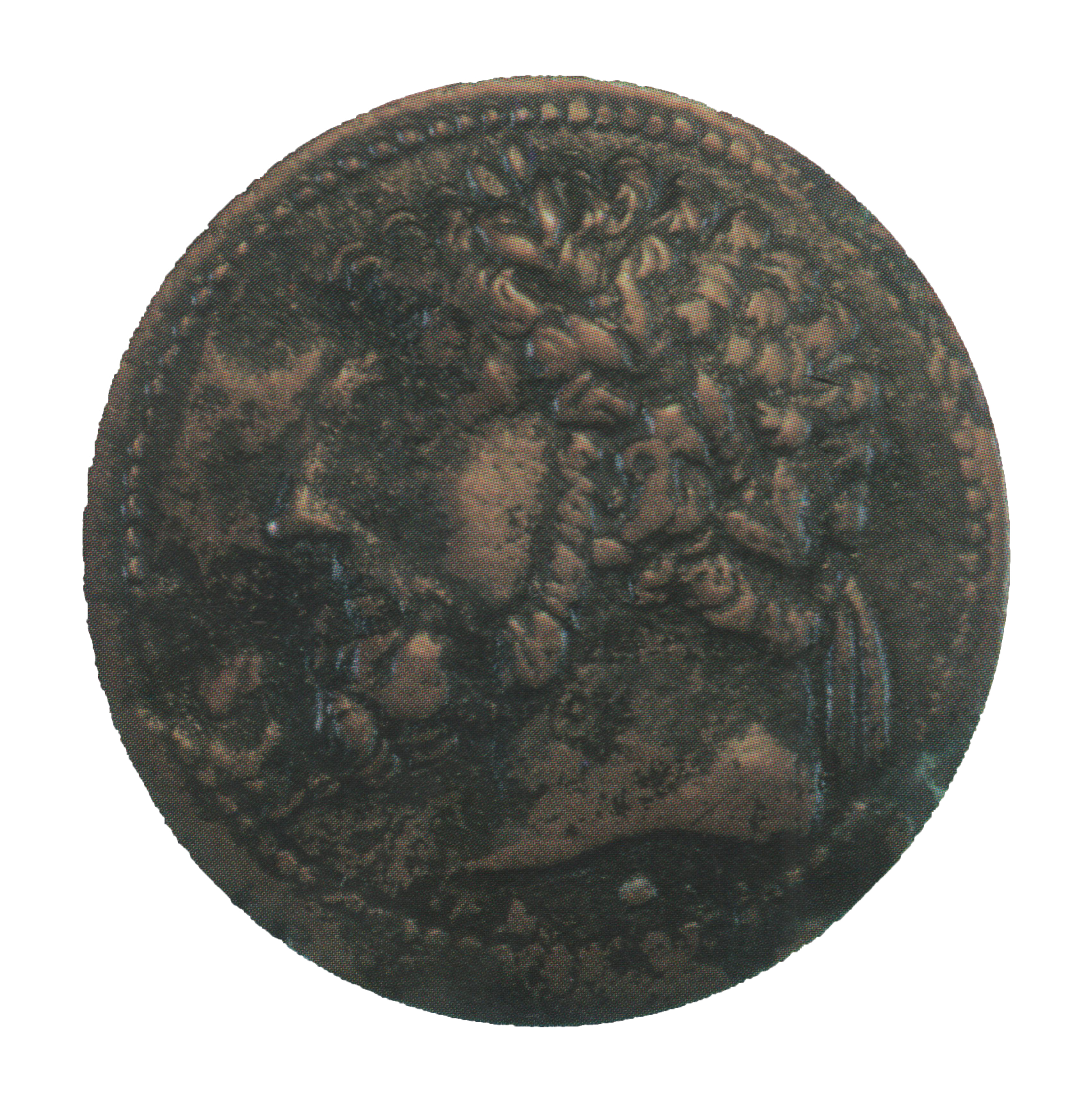
وجه عملة ماسينيسا و على الظهر صورة الفيل

وهذا ما دفع ماسينيسا ليتحالف مع الرومان كي يساندوه في معاركه الطاحنة مع جيرانه القرطاجنيين، فأسفرت تلك الحروب على هزيمة قرطاجنية.
أدى ذلك إلى أن تفرض روما على قرطاجنة شروطا، هي:
- تعترف قرطاجنة بسيادة روما المطلقة حتى على إسبانيا؛
- تسلم لها الأسطول والفيلة وتؤدي لها- فوق ذلك - غرامة حربية كذلك؛
- تقيم ماسينيسا ملكا على نوميديا وتدفع له غرامة حربية كذلك؛
- تأخذ قرطاجنة على نفسها ألا تعلن حربا، بعد، إلا بمشورة روما."

وهكذا، أصبحت قرطاجنة منهوكة ومستلبة الإرادة وضعيفة اقتصاديا وسياسيا تحت رحمة الملك «ماسينيسا» الذي كان حليفا للرومان في شمال أفريقيا. وكلما تلقى ماسينيسا الأوامر من حكومة روما إلا واستعد لمجابهة قرطاجنة، وقد كان من الأسباب غير المباشرة في القضاء على أقوى جنرال حربي في شمال أفريقيا القديمة ألا وهو القائد «حنبعل». وإذا كان صيفاقس حليف القرطاجيين بشكل كبير، فإن الملك «ماسينيسا» كان عدوهم اللدود، وذلك بمساندة الرومان.
وكما قلنا سابقا لقد استطاع أوگليد (الملك) «ماسينيسا» في فترة الحروب البونيقية التي كانت تدور رحاها بين الرومان والقرطاجنيين أن يوحد القبائل النوميدية تحت راية واحدة هي راية مملكة نوميديا العظمى، وعملة برونزية نحاسية واحدة منقوشة بكتابة البونيقية.
ولكن السؤال الذي يطرح نفسه، من استفاد من هذه المناوشات والمعارك الطاحنة بين جيوش ماسينيسا وقوات قرطاجنة: هل هو ماسينيسا الذي يريد أن يحافظ على وحدة الشعب النوميدي بمهادنة الحكومة الرومانية والاستفادة منهم، أما حكومة روما التي استعملت «ماسينيسا» أداة لمجابهة قرطاجة وإضعافها قبل أي تدخل روماني قوي؟! وفي هذا يقول عبد الله العروي:
" قد يتنازع المؤرخون إلى ما لانهاية حول السؤال التالي: هل استغلت روما ماسينيسا
للقضاء على قرطاج أم بالعكس استخدم الملك «ماسينيسا» روما لبناء دولة نوميدية قوية، بقصد توحيد شمال أفريقيا بعد استيعاب الحضارة البونيقية؟ (انظر فرانسوا دوكريه ومحمد فنطر. أفريقيا الشمالية في القديم، 1981م)، لكن الأمر المحقق هو أن كل المبادرات كانت بيد مشيخة روما، بعد انتهاء الحرب البونيقية الثالثة سنة 202 ق.م. كان الرومان يستطيعون في أي وقت توقيف أي حركة يشمون فيها خطرا على مصلحتهم".
ويذهب محمد شفيق إلى أن روما كانت تخطط للسيطرة على شمال أفريقيا من خلال ضرب النوميديين بالنوميديين، وتسليطهم على الفينيقيين الموجودين بقرطاجنة لكي يفسح للحكومة الإيطالية المجال من أجل الانقضاض على كل الممالك البربرية :«فبينما كانت كل مملكة من هذه الممالك الثلاث تحاول جمع الشمل في المنطقة الخاضعة لنفوذها، كانت الحروب تتوالى بين روما وقرطاجة، فنتج من ذلك أن كلا الطرفين المتحاربين صار يغري البربر بالتحالف معه، ويستغل التنافس الذي يطبع علاقات الملوك بعضهم ببعض. وفي أثناء الحرب البونيقية الثانية استطاعت روما، بفضل معرفتها لمعطيات المجال السياسي الإفريقي، أن تكسب صداقة أشد الملوك حنقا على قرطاجة، وهو «ماسينيسا»، وأن تتحالف معهم، فكانت تلك المحاولة هي الثلمة الأولى التي تسربت منها الهيمنة السياسية الرومانية، شيئا فشيئا إلى مراكز الحكم في أقطار المغرب العربي كلها؛ ذلك أن روما اتخذت جميع أساليب الترغيب والترهيب منهجية لها لإغراء الملوك البربر بعضهم ببعض، في كل من امتنع أن يكون عميلا لها، واستمرت على تلك الخطة ما يقرب من قرنين، موسعة نطاق سيطرتها في اتجاه الغرب إلى أن قضت على الممالك كلها؛ ولم تبق بصورة شكلية، إلا على عرش موريتانيا القيصرية. فأجلست عليه الأمير النوميدي الشاب يوبا الثاني أبن يوبا الاول الذي كانت قد أسرته، وهو صبي بعد التخلص من أبيه. فظل يوبا الثاني أبن مدينة عنابة لها عميلا إلى أن توفي. فسار ابنه بطليموس على نهجه، إلى أن استدرجه ابن خالته، الإمبراطور الروماني» كاليگولا«(Caligula) إلى حضور احتفالات رسمية بمدينة» ليون«الغالية، حيث أمر باغتياله، سنة 40 م. وبموته انقرضت الممالك النوميدية القديمة.»
ول م تضعف مملكة «ماسينيسا» العظيمة إلا بوفاته في سيرتا بعد أمد طويل في الحكم، لتجعل روما سلطة نوميديا بين أبناء ماسينيسا، وۥتدخل نوميديا بعد ذلك في دوامة الحروب الأهلية استعدادا للسيطرة كليا على «البلاد المغاربية».

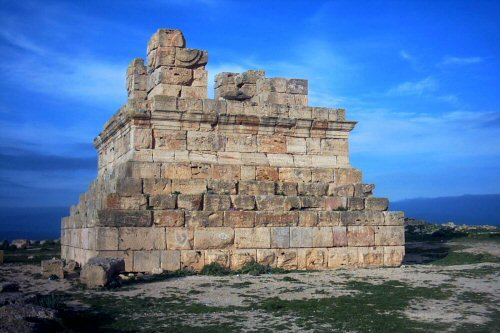
ضريح الملك ماسينيسا بالخروب بالقرب من مدينة قسنطينة

## مظاهر الحضارة في عهد ماسينيسا
من أهم إنجازات الملك «ماسينيسا» أنه وحد القبائل والممالك النوميدية تحت شعار " أفريقيا للأفارقة"، خاصة القبائل التي كانت تسكن بين منطقتي طرابلس الليبية شرقا ونهر ملوية غربا (المغرب).:156-153:19 وبذلك أسس ما يسمى بمملكة نوميديا الشاسعة المستقلة عن الحكم القرطاجني وأصبح ملكا لها يحمل لقب«أگليد» (الملك). وكانت تطلق كلمة نوميديا في تلك الفترة على القسم الأوسط (المغرب الأوسط) من أفريقيا الشمالية، وتنقسم بدورها إلى قسمين: (نوميديا الشرقية) أو «الماسيل»، و (نوميديا الغربية) أو «ماسيسولا»، يفصل بينهما نهر الشلف الحالي. أما موريطانيا الطنجية فكانت تطلق في تلك الفترة على القسم الغربي من شمال أفريقيا والممتد من نهر ملوية الحالي حتى المحيط الأطلسي غربا. وقد اتخذ اسمه من اسم القبائل المورية التي كانت تعيش هناك، بينما يوجد في شرق مملكة نوميديا «أفريكا» التي كانت تجمع بين شمال ليبيا وجنوب تونس على حد سواء.
ومن أسباب توحيد مملكة نوميديا أن الملك «ماسينيسا» كان يعتمد على أسس السياسية التقليدية كالاعتماد على المصاهرات والتعاقد مع زعماء القبائل واستغلال الشعور الوطني المبني على الهوية النوميدية وإيقاظ المشاعر الدينية في خدمة الشعور الوطني والاعتماد على الحروب عند الضرورة القصوى.كما أن «الأداة الأساسية لتحقيق هذا المشروع السياسي (توحيد الدولة) هو الجيش النوميدي، الذي أحكم تنظيمه ليشتهر ببسالته وإمكانياته الحربية. والملاحظ أن النوميديون تحلوا بالانضباط والتمسك بالملكية، بحيث سادت في أوطانهم عبادة الملك- الإله وانتقل الحكم وراثيا في بيت الملك ماسينيسا».
ومن جهة أخرى، أرسى «ماسينيسا» مملكة نوميدية عاصمتها سيرتا (قسنطينة حاليا) بناها في منطقة مسيجة بالجبال المنيعة وهي جبال الأوراس العتيدة. وقد جعل للمدينة أسوارا وحصونا، وقسم المدينة إلى أحياء سكنية وتجارية ومرافق عمومية وإدارية ودينية. وقد تأثر «ماسينيسا» في بناء مدينته بالحضارة الحضارة اليونانية.
وعمل «ماسينيسا» أيضا على وضع أبجدية بونيقية ليبية محلية تسمى بكتابة تيفيناغ متأثرا في ذلك باللغة الفينيقية الكنعانية والحروف البونيقية القرطاجنية. ومن أسباب إقبال النوميديين على اللغة الفينيقية الكنعانية التقارب العرقي والوجداني واللغوي بين اللغتين. وفي هذا يقول عبد الرحمن الجيلالي في كتابه:«تاريخ الجزائر العام»:«لقد أقبل البربر على اللغة الكنعانية الفينيقية، عندما وجدوا ما فيها من القرب من لغتهم وبسبب التواصل العرقي بينهم وبين الفينيقيين».
ومن الناحية الاجتماعية، لقد حفز «ماسينيسا» البدو والرعاة على الاستقرار في المدن والضواحي والقرى لخلق اقتصاد زراعي يعتمد على الحبوب والفواكه والثمار؛ مما جعل القطاع الزراعي يعرف فائضا في الإنتاج بسبب التأثر بتقنيات الزراعة المستوردة من اليونان وإيطاليا. ومن ثم، يلتجئ «ماسينيسا» إلى تصدير ذلك الفائض إلى روما لتعويض النقص الذي يعاني منه على مستوى الواردات. ومن هنا نقول بأن الملك «ماسينيسا» هو الذي حضّر شعبه وأخرجه من البداوة إلى المدنية والاستقرار الاجتماعي، وفي هذا يقول بوليب:«هذا أعظم وأعجب ما قام به مسينيسا، كانت نوميديا قبله لا فائدة ترجى منها، وكانت تعتبر بحكم طبيعتها قاحلة لا تنتج شيئا، فهو الأول الوحيد الذي أبان بالكاشف أن بإمكانها أن تدر جميع الخيرات مثل أية مقاطعة أخرى، لأنه أحيى أراضي شاسعة فأخصبت إخصابا».
ولتحريك العملية الاقتصادية والتجارية داخل مملكة نوميديا، فرض ماسينيسا الجبايات والضرائب على السكان، وفتح مملكته للتجار اليونانيين، وسك «عملة نقدية» نحاسية وبرونزية تحيل على الرغبة في الاستقلال والتعبير عن قوة مملكة نوميديا سياسيا واقتصاديا. ويشير وجه العملة إلى رأس ماسينيسا وفوقه تاج الملك والسيادة وخلفه صولجان الحكم، وأمام وجهه تتدلى سنبلة قمح. وتحيل هذه العلامات السيميائية على السلطة السياسية والسلطة الاقتصادية، وتعبر عن عظمة مملكة نوميديا السياسية وتقدمها الاقتصادي. كما يظهر لنا من خلال قراءتنا لمكونات العملة النوميدية مدى تأثر الملك ماسينيسا بالحضارة الإغريقية المقدونية.
لقد تعلم الفينيقية وأتقنها أيام كان بقرطاجنة في صباه فكان ولوعا بها اتخذها لغة رسمية ونشرها في مملكته ومن جهة أخرى، يحمل ظهر العملة النقدية ثلاث علامات أيقونية بصرية: حصان رشيق، وصولجان الحكم، وكتابة بونيقية وتحيل هذه الدوال الرمزية على قوة الملك السياسي، وشجاعة الإنسان النوميدي الخيّالة النوميد وشهامته في الحروب والمعارك ضد المحتل، بينما تشير الكتابة إلى الخاصية الحضارية التي تتميز بها مملكة نوميديا القوية التي تتجلى في اعتمادها على كتابة تيفيناغ في تسيير دواليب الدولة وتدبير مرافقها السياسية والتربوية والعسكرية والاقتصادية. كما يتبين لنا أن الملك «ماسينيسا» كان يحمل الصولجان ويضع على رأسه العرش ويحيط رأسه بحبات القمح على غرار التاج اليوناني الهليني.
وفيما يتعلق بالمجال العسكري، فقد كان الملك «ماسينيسا» قائدا حربيا محنكا ورجلا عسكريا مدربا على أحدث الطرق الحربية المنظمة وخاصة الطريقتين: الرومانية واليونانية. وهذا ما دفعه ليعد جيشا أمازيغيا موحدا عتيدا يجمع بين المشاة والفرسان، كما كان يملك أسطولا تجاريا قويا يساهم في إثراء المبادلات التجارية بين الشعوب الأخرى، وكان يتوفر أيضا على أسطول بحري عتيد للدفاع عن حدود نوميديا.
وعلى المستوى الخارجي، ربط الملك «ماسينيسا» علاقات ودية مع روما عدوة قرطاجنة، ومع اليونان التي كان يجلب منها العلماء والخبراء والفنانون والأدباء.
هذا، وقد انتشرت في عهد ماسينيسا«الثقافة البونية أكثر من ذي قبل، مع معاداته لقرطاجة، وقدم العاصمة» قيرطا/ سيرتا «عدد من الأدباء والفنانين اليونان، وجعلوا منها مدينة راقية في حياتها المادية والفكرية. كان الملك نفسه معجبا بالحضارة اليونانية، وكان يعمل بتقاليد الملوك اليونانيين، فأكل في الآنية الفضية والذهبية، واتخذ جوقة من الموسيقيين الإغريق. ولاشك أن التجار اليونانيين كانوا يروجون بضاعتهم بفضل ولوعه بكل ماهو يوناني.»
وعلى العموم، فلقد حقق ماسينيسا إنجازات سياسية واقتصادية وثقافية وحضارية كبيرة لصالح النوميديين. وكان «ماسينيسا» ملكا ذكيا ودبلوماسيا محنكا في تعامله مع الشعوب القوية كالرومان واليونان. واستطاع بدهائه أن يؤسس مملكة نوميديا العظمى، وأن يوسع أطرافها على حساب قرطاجنة، وأن يدافع عن هوية النوميد ولغتهم وكتابتهم. التي هي رمز حضارتهم وأسس كينونتهم لوجدودية عنوان ذاكرتهم التاريخية.
لم يتحقق لماسينيسا ما كان يحلم به كثيرا، أي أن يوسع مملكته على حساب قرطاج وموريطانيا الطنجية. وتوفي قبل أن تنهار قرطاجنة التي كان ينتظر الفرصة السانحة للانقضاض عليها وضمها إلى مملكته الواسعة الأطراف. فلما أحس الرومان بما كان يطمح إليه الملك «ماسينيسا» ألا وهو توسيع مملكة نوميديا على حساب جيرانه الأعداء، وتقوية نفوذ سلطته شرقا وغربا، سارعت روما إلى تقسيم عرش ماسينيسا بين أولاده الثلاث، وهم: ميسيبسا الذي تولى السلطة الإدارية، وماستانابال الذي تكلف بالشؤون القضائية، وغلوسا الذي كان يهتم بالشؤون العسكرية.

## مقالات ذات علاقة
- عائلة إيلاس
- نوميديا
- أربايون
- الخيالة النوميد
- الجيش النوميدي
- العملة النوميدية
- الكاهنة ديهيا
- معتقدات الأمازيغ